# Фелипе Бертолдо
Фелипе Бертолдо (5. јануар 1991) бразилски је фудбалер.

## Репрезентација
За репрезентацију Источног Тимора дебитовао је 2014. године. За национални тим одиграо је 5 утакмица и постигао 1 гол.

## Статистика
| Источни Тимор | Источни Тимор | Источни Тимор |
| Год.          | Ута.          | Гол.          |
| ------------- | ------------- | ------------- |
| 2014          | 4             | 1             |
| 2015          | 1             | 0             |
| Укупно        | 5             | 1             |